# Корицкий, Николай Иванович
Николай Иванович Корицкий, генерал-майор. Один из ближайших соратников М. Н. Тухачевского с самого начала Гражданской войны. Один из организаторов Сибирской военной школы.

## Биография
родился 9 января 1894 года в г. Казань.

Русский.

Внук одного из героев Бородинской битвы.

Отец — генерал Русской императорской армии. Мать — фрейлина российского императорского двора.

Женат. Жена — Ольга Александровна.

Окончил классическую гимназию в г. Гродно в 1914 году

## Служба вРусской императорской армии
В 1914 году окончил Виленское военное училище (ускоренный курс)

С декабря 1914 года по февраль 1915 года, младший офицер 119-го запасного пехотного батальона.

С февраля по апрель 1915 года, помощник курсового офицера Одесского военного училища

С мая по август 1915 года, командир роты 71-го пехотного Белёвского полка (Юго-Западный фронт)

В августе 1915 года ранен, по октябрь 1915 года находился на излечении в Смоленском гарнизонном госпитале.

С ноября 1915 по март 1916 года, обер-офицер для поручений Штаба авиации и воздухоплавания (Действующая армия)

С апреля по май 1916 года, старший офицер учебной команды Воздухоплавательного парка Западного фронта.

В октябре 1916 года окончил Офицерскую воздухоплавательную школу.

В 1917 году окончил курсы связи при Офицерской артиллерийской школе.

С октября 1916 года по ноябрь 1917 года, начальник связи и разведки 4-го отдельного тяжёлого артиллерийского дивизиона.

Поручик

## Служба вРККА
В декабре 1917 года — перешел на сторону советской власти, служил инструктором в Красной гвардии.

С апреля по июнь 1918 года заведующий инструкторским отделом, член оперативного штаба Пензенского губвоенкомата при подавлении восстания белочехов (1918 г.);

С июня 1918 года — член РКП(б).

С июля по сентябрь 1918 года — начальник полевого управления 1-й армии, одновременно, начальник штабного поезда особого назначения 1-й армии М.Тухачевского;

С сентября 1918 года по январь 1919 года — начальник штаба 1-й армии Восточного фронта. 

С января по март 1919 года — командир батареи курсов красных командиров Восточного фронта.

С марта по июнь 1919 года — для особых поручений штаба 5-й армии,

С июня по декабрь 1919 года — инспектор военно-учебного отдела и начальник центральной военной школы 5-й армии Восточного фронта. 

С декабря 1919 года по февраль 1921 года — Начальник Сибирского управления военно-учебных заведений.

с 10 июля 1920 года — командир и комиссар «Отряда Особого назначения для подавления восстания в Славгородском уезде» (сформирован ПУРом войск Сибири и штабом Помглавштаба по Сибири из курсантов 1-х пехотных Сибирских курсов).

С июля 1920 года ведет бои с мятежниками в районе Славгорода-Павлодара (против группировки повстанцев есаула Шишкина, в это время «армия Шишкина» достигала до 16 тысяч штыков и контролировала обширные районы современных Восточно-Казахстанской, Семипалатинской и Павлодарской областей). Против Шишкина также вела бои 26-я стрелковая дивизия (также против повстанческих отрядов Григория Рогова и Новоселова) и 13-я Сибирская кавалерийская дивизия (прикрывала границу с Китаем), 92-й батальон ВОХР. В июле 1920 года отряд Корицкого в тяжелых двухнедельных боях в районе Павлодара разгромил основные силы Шишкина, остатки прорвались на китайскую территорию в район Чугучака.

С февраля по март 1921 года — начальник 21-й стрелковой дивизии, г.Петропавловск.

С марта по декабрь 1921 года начальник 1-й Сибирской кавалерийской дивизии (подавлял восстания на Нижней Волге)

С декабря 1921 года по март 1922 года — начальник военно-научного отдела Академии РККА

С марта 1922 года по апрель 1924 года — начальник отделения Организационного управления штаба РККА.

С апреля 1924 года по февраль 1925 года — помощник начальника отдела Управления по использованию и исследыванию опыта войн.

С февраля по ноябрь 1925 года — И.д. начальника отдела инспекции Западного военного округа.

С ноября 1925 года по апрель 1926 года — прикомандирован к Химическим курсам усовершенствования командного состава РККА.

С апреля по октябрь 1926 года — помощник начальника отдела Артиллерийского управления РККА.

С октября 1926 года по ноябрь 1932 года — в резерве РККА, Ц.с. Осоавиахима.

С ноября 1932 года по ноябрь 1935 года — руководитель оперативно-тактического цикла Инженерно-технической Академии связи РККА.

С ноября 1935 года по январь 1937 года — старший руководитель кафедры военной географии Военной академии имени М. В. Фрунзе.

С января 1937 года по сентябрь 1940 года — преподаватель кафедры страноведения Военной академии имени М. В. Фрунзе.

С сентября 1940 года по декабрь 1941 года — старший преподаватель кафедры разведки Высшей специальной школы ГШ РККА.

С декабря 1941 года по сентябрь 1942 года начальник штаба 15-й запасной стрелковой бригады Северо-Кавказского военного округа

С сентября по декабрь 1942 года — начальник отдела военно-учебных заведений, управления формирования Закавказского фронта.

С декабря 1942 года по июнь 1943 года — старший помощник начальника отдела военно-учебных заведений, управления формирования Закавказского фронта.

С июня 1943 года по май 1945 года — начальник Махачкалинского (Тбилисского) пехотного училища.

Генерал-майор (1944).

С мая по сентябрь 1945 года — в распоряжении ГУК НКО СССР.

С сентября 1945 года по май 1946 года — старший преподаватель кафедры общей тактики Военного педагогоического института Красной армии.

С мая 1946 года по май 1948 года — старший преподаватель Военной академии имени М. В. Фрунзе

С мая 1948 года — в отставке.

В 1962 году Генерал-майор Корицкий Н. И. принял участие в праздновании 150-й годовщины Бородинской битвы. Он был приглашен не только как внук участника героического сражения, но и как прославленный советский генерал, один из организаторов Сибирской военной школы.

## Награды
- Золотые часы с надписью: «Храброму и честному воину Рабоче-Крестьянской Красной Армии от ВЦИК» (7.Х.1918 г.);
- Орден Ленина (1945 год);
- Орден Красного Знамени (1944 год);
- Орден Красной Звезды (1943 год);
- медаль "XX лет Рабоче-Крестьянской Красной Армии (1938 год);
- Медаль «За боевые заслуги» (1940 год);
- Медаль «За оборону Кавказа» (1944 год);
- Медаль «За победу над Германией в Великой Отечественной войне 1941—1945 гг.» (1945 год).